# اریسی پلئوتریکس
اریسی پلئوتریکس روزیوپاتیه (نام علمی: Eris pleotrix)
جنس اریزی پلئوتریکس دارای سه گونه است که در این میان تنها اریسی پلئوتریکس روزیوپاتیه بیماری‌زا است.
اریسی پلئوتریکس روزیوپاتیه یک باسیل گرم مثبت و فاقد اسپور می‌باشد که در کل دنیا در حیوانات اهلی و وحشی گسترش دارد. باکتری تمایل به تشکیل رشته‌های بلند (مو مانند یا Hair like) داشته و کولونی‌های شفاف و درخشان کوچکی ایجاد می‌نماید. این باکتری در بلاد آگار، آلفا همولیتیک می‌باشد.
- - اریسی پلئوتریکس روزیوپاتیه به سادگی رنگ خود را از دست داده و گاهی گرم منفی به نظر می‌رسد.
  - اریسی پلئوتریکس کاتالاز، اکسیداز و ایندول منفی بوده و زمانیکه در محیط سه‌گانه آهن، قند و آگار (TSI) رشد نماید سولفید هیدروژن (H2S) می‌سازد که رنگ محیط را سیاه می‌کند.
  - کلونیزاسیون باکتری بخصوص در بوقلمون و خاک زیاد است. خاک غنی از مواد آلی یا آبهای زیر زمینی آلوده شده با پسماندهای حیوانی یا مواد آلی می‌تواند سبب تسهیل انتقال از حیوان به حیوان دیگر شود.

باکتری در مقابل خشک شدن مقاوم بوده و برای ماه‌ها تا سال‌ها می‌تواند در خاک زنده بماند.
- - اریزی پلئوتریکس روزیوپاتیه در مقابل غلظت بالای نمک، دودی کردن و نمک سود کردن مقاوم است.
  - بیماری در انسانها ژئونوتیک(انتقال از حیوان به انسان) و عمدتاً شغلی است. قصاب‌ها، افراد در تماس با گوشت و ماهی (قصاب‌ها، کارگزاران کشتارگاه‌ها، ماهیگیران)، کشاورزان و دامپزشکان در معرض بیشترین تماس هستند، ارگانیسم اغلب بواسطه تلقیح زیرجلدی از راه خراش یا زخم هنگام کار با خاک یا محصولات آلوده وارد بدن شده و ایجاد عفونت می‌کند.
  - این ارگانیسم میکروآئروفیلیک بوده و فشار پایین اکسیژن و دی‌اکسید کربن مکمل(۵–۱۰ درصد) را ترجیح می‌دهد.

## تظاهرات بالینی
مهم‌ترین بیماری ناشی از این باکتری در حیوانات در خوک است که باد سرخ (اریزیپلوئید) گفته می‌شود.
باد سرخ در انسانها بوسیله استرپتوکوک بتا همولیتیک گروه A ایجاد می‌شود.
- بیماری در انسان به دو شکل دیده می‌شود؛
- عفونت موضعی پوستی اریزیپلوئید گفته می‌شود که پس از یک خراشیدگی یا بریدگی اغلب روی انگشت دست ایجاد می‌شود، بعد از ۲ الی ۷ روز از ورود باکتری درد شدید، تورم و یک ضایعه بنفش رنگ با لبه برجسته به‌وجود می‌آید که به شکل محیطی گسترش یافته و رنگ مناطق مرکزی محو می‌گردد. زخم خارش دار بوده و فرد احساس سوزش یا سوختگی می‌نماید. اغلب چرک وجود ندارد (ویژگی افتراقی از باد سرت استرپتوکوکی).
  - این بیماری در گذشته انگشت نهنگ یا انگشت شیر دریایی گفته می‌شد.
  - عفونت پس از ۳ الی ۴ هفته یا سریع تر در صورت درمان آنتی‌بیوتیک بهبود پیدا می‌کند. عفونت جلدی منتشر نیز امکان دارد رخ دهد که اغلب با علائم سیستمیک همراه است ولی نتیجه کشت غالباً منفی می‌باشد.
- شکل سیتی سمیک ناشایع است اما هنگامی که رخ می‌دهد آغل با اندوکاردیت در ارتباط است. درگیری دریچه‌های قلبی سالم (به خصوص دریچه آئورت) شایع است.

## تشخیص آزمایشگاهی
باسیلها تنها در بافت عمقی زخم قرار گرفته‌اند و نمونه‌ها باید ضخیم بوده یا مربوط به اسپیراسیون عمیق باشند.
- عدم تحرک و عدم تولید کاتالاز این ارگانیسم را لیستریا افتراق می‌دهد.
- این ارگانیسم سخت رشد نبوده و روی اغلب محیط‌های آزمایشگاهی انکوبه شده در حضور ۵ تا ۱۰ درصد دی‌اکسید کربن رشد می‌کند ولی رشد آن آهسته بوده و نیاز به ۳ روز یا بیشتر زمان دارد. ارگانیسم روی محیط TSI تولید H2S می‌نماید.
- سرولوژی مفید نیست چرا که در عفونت انسانی پاسخ آنتی‌بادی ضعیف است.

## درمان
ارگانیسم به پنی سیلین G حساس می‌باشد که داروی انتخابی برای موارد موضعی و سیستمیک است.
- اریزی‌پلئوتریکس به ونکومایسین مقاوم است.